# Pfalz-Flugzeugwerke
A Pfalz-Flugzeugwerke GmbH foi uma fabricante alemã de aeronaves durante a Primeira Guerra Mundial no local do atual "Technik-Museum Speyer". Nas imediações havia várias empresas de construção de aeronaves e veículos no Terceiro Reich e desde 1955, se desenvolvendo na atual empresa PFW Aerospace GmbH - "Pfalz Flugzeugwerke" com 1.800 funcionários e € 339 milhões em vendas (em 2015).

## Histórico

### O início 1913/14
A Pfalz Flugzeugwerke GmbH em Speyer foi fundada em 1913 no Palatinado (Baviera) por Alfred Eversbusch e seu irmão Ernst. Outros cofundadores foram o cunhado de Ernst Eversbusch, Willy Sabersky-Müssigbrodt, e os três investidores Richard, Eugen Kahn e August Kahn, que não eram parentes dos irmãos Eversbusch. Em 12 de julho de 1913, a empresa foi inscrita no registro comercial com a seguinte denominação: "Pfalz-Flugzeugwerke Licensing-Albatros GmbH". Walther Eversbusch, o terceiro irmão, tinha acabado de obter sua licença de piloto de Morane-Saulnier na França. No mesmo mês, em 25 de julho de 1913, a Albatros Flugzeugwerke tornou-se sócio da empresa. O capital social foi aumentado para 100.000 Reichsmarks e um "monoplano Albatros, tipo militar Taube" foi adicionado como contribuição em espécie.
O projeto foi financiado pelo governo da Baviera. Depois que a cidade de Speyer forneceu um terreno de 7.000 m² para a construção dos prédios da fábrica, a produção do avião com asas em parasol francês Morane-Saulnier sob licença começou em julho de 1914. Além disso, foram fabricados biplanos militares Otto, um dos quais chegou à África em 1914. Este biplano e seu piloto, Bruno Büchner, prestariam valiosos serviços ao Schutztruppe alemão na batalha pela colônia da África Oriental Alemã durante a Primeira Guerra Mundial.

### 1914 a 1918
Quando a guerra estourou, a empresa havia acabado de fabricar três aviões parasol, e mais três "Otto-Doppeldecker" estavam em construção para a Força Aérea Real da Baviera. Durante a guerra, Pfalz L.F.G. (Roland) e aeronaves Rumpler, também sob licença. Em novembro de 1916, Rudolph Gehringer foi recrutado pela empresa Flugzeugbau Friedrichshafen GmbH, sob cuja gestão vários projetos internos, em parte muito bem sucedidos, surgiram da experiência adquirida na construção de aeronaves Roland, especialmente a partir de 1917, incluindo o caça Pfalz EI, D.III e D.XII. No final da guerra, a Pfalz-Werke produzia com 2.600 trabalhadores; Somente em outubro de 1918, 157 novas máquinas saíram da fábrica. Um total de cerca de 2.500 aeronaves foram entregues durante a guerra.

### 1919 até o presente
Após o armistício e o desmantelamento das instalações de produção sob a ocupação francesa, a Pfalz Flugzeugwerke teve de declarar falência. Em 4 de junho de 1919, A. G. Palatinado recém-ingressado; a construção naval e a produção e venda de bens industriais foram documentadas como objeto da empresa. A empresa faliu na depressão geral de 1932.
Em 1937, a Flugwerke Saarpfalz foi estabelecida nas instalações da fábrica, que novamente se concentrou na construção e revisão de aeronaves, incluindo Junkers Ju 88 e Heinkel He 111. A empresa já tinha 200 funcionários em 1937, 500 quando a guerra eclodiu e 1.500 no final da guerra, muitos dos quais eram trabalhadores forçados. Quando as tropas aliadas se aproximaram em março de 1945, o trabalho foi interrompido.
Em 1955, Ernst Heinkel descobriu a planta industrial abandonada e teve um total de 3.800 cabines Heinkel fabricadas lá por cinco anos, até 50 por dia, para Ernst Heinkel-Kfzbau. Já em 1956 havia atividades na construção de aeronaves novamente. Além da produção de veículos, também foram realizados trabalhos de reparo e manutenção para uma ampla variedade de aeronaves entre 1957 e 1959.
Ernst Heinkel morreu seis dias após seu aniversário de 70 anos em 30 de janeiro de 1958. Logo depois, sua empresa em Speyer foi renomeada Ernst Heinkel Flugzeugbau GmbH em sua homenagem e devido ao aumento das atividades de construção de aeronaves.
De 1958 a 1964, várias aeronaves foram desenvolvidas e produzidas em massa, e os componentes da aeronave foram fabricados. Estes incluem, entre outras coisas: unidades de asas e cauda para a construção licenciada do Lockheed F-104 "Starfighter", produção em série do Fiat G.91, equipamentos e componentes de construção para a aeronave comercial Fokker F-27 Friendship e desenvolvimento de nossa própria aeronave comercial HE 211.
A fábrica foi comprada pela United Aviation Works (VFW) em 1964 e tornou-se parte da Messerschmitt-Bölkow-Blohm em 1983, que foi incorporada pela Deutsche Airbus em 1991. O nome mudou nos anos seguintes em 1992 para Deutsche Aerospace Airbus GmbH e em 1995 para Daimler-Benz Aerospace Airbus GmbH.
Quando a fábrica da Daimler-Benz Aerospace/Airbus em Speyer foi vendida ou fechada como parte do programa "Dolores" em 1997, foi assumida pelos 527 funcionários sob sua própria responsabilidade sob o nome tradicional Pfalz-Flugzeugwerke GmbH (PFW ). Hoje a empresa opera sob o nome de PFW Aerospace GmbH.

## Tipos produzidos na Primeira Guerra Mundial

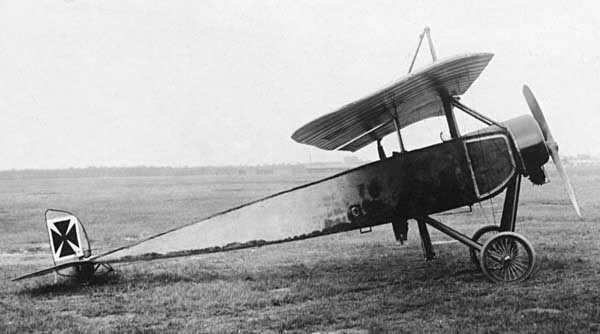
Morane tipo L, protótipo para as réplicas Eindecker 1914/15
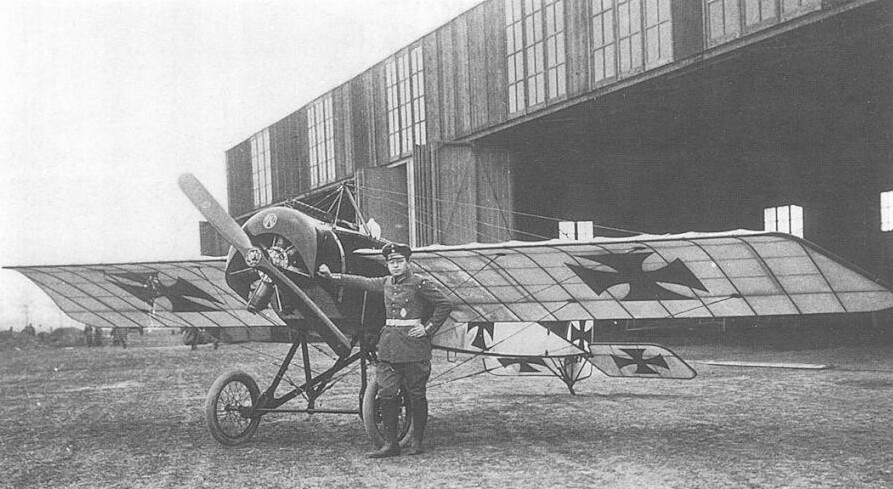
Pfalz E.I
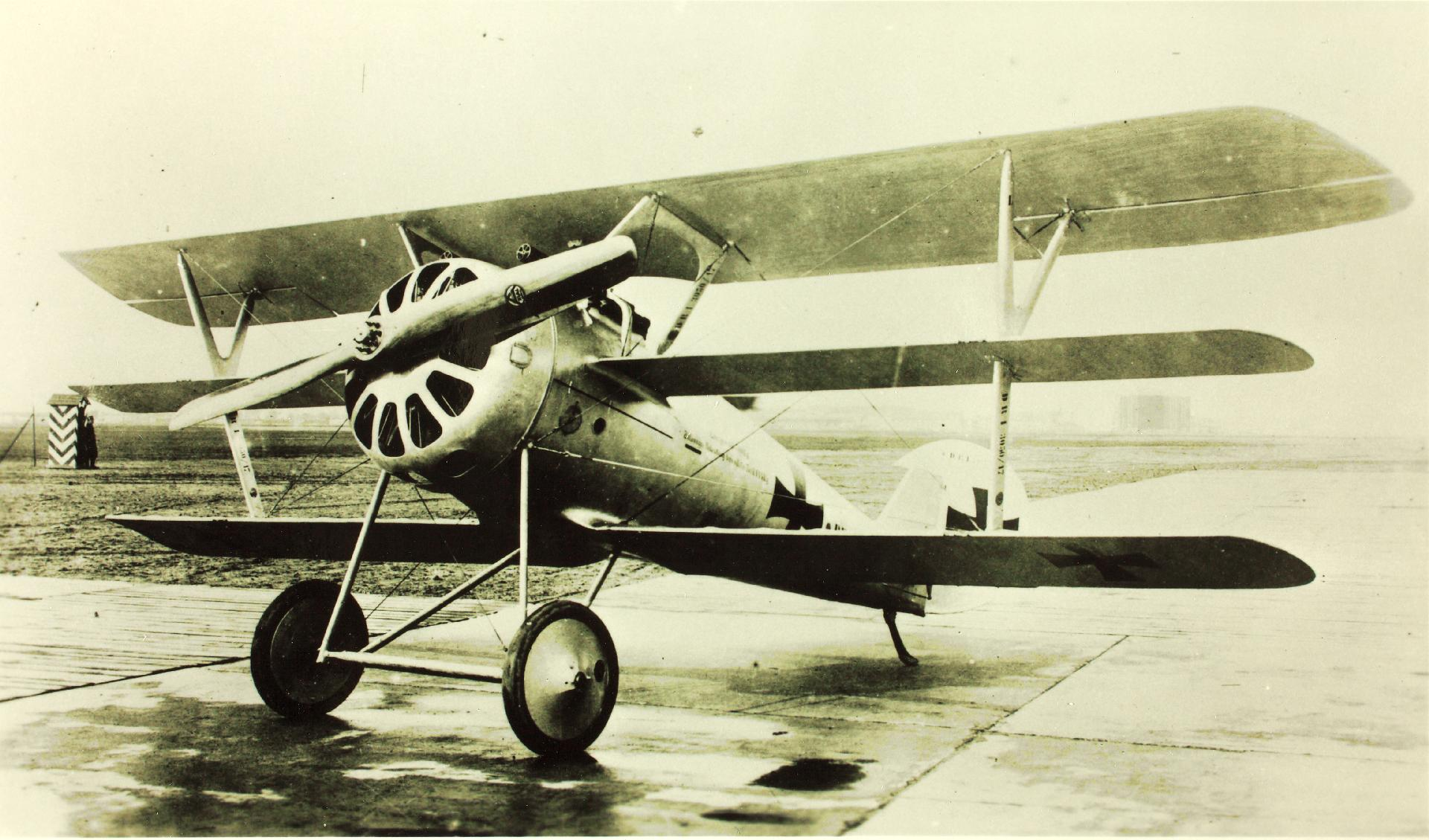
Pfalz Dreidecker Dr.I
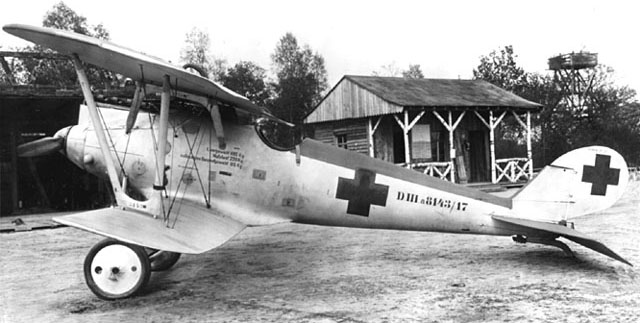
Pfalz D.III
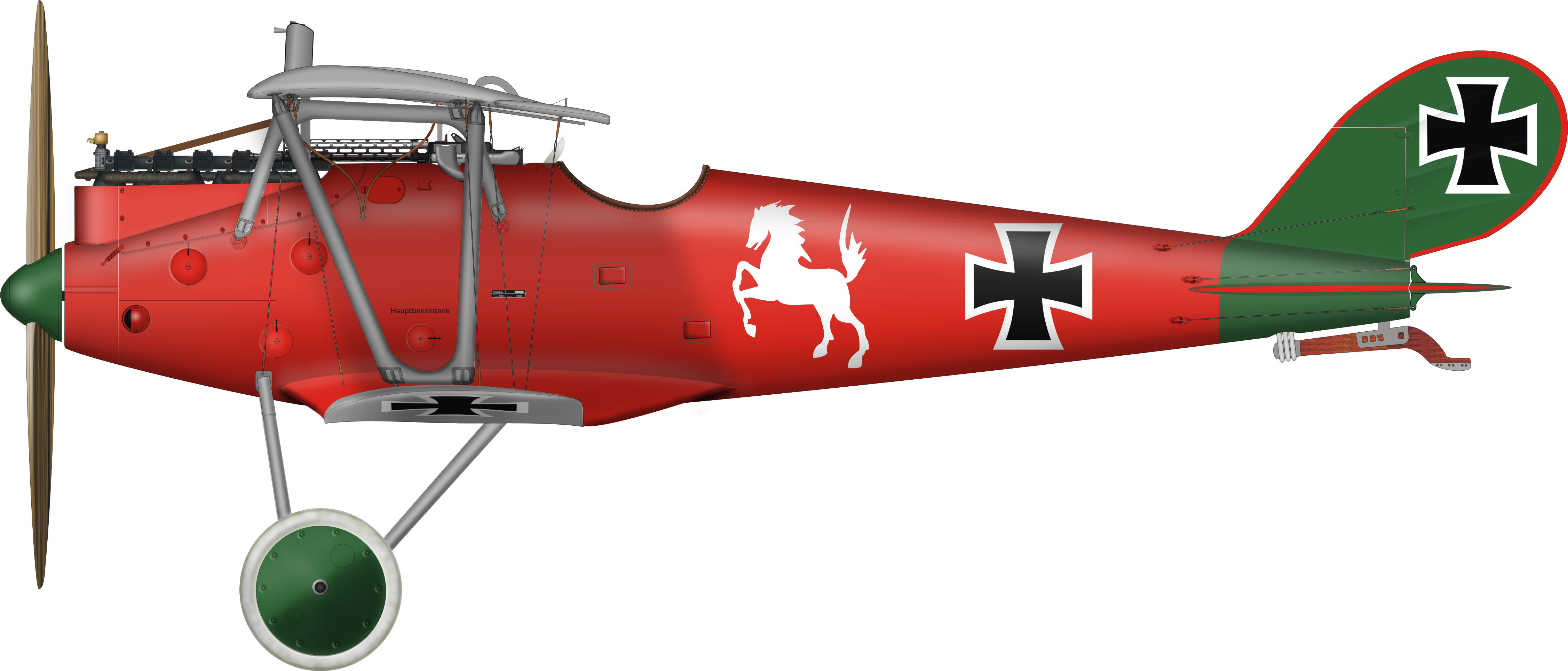
Pfalz D.IIIa do Jasta 5
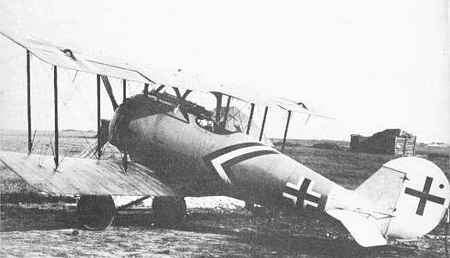
Pfalz D.VIII
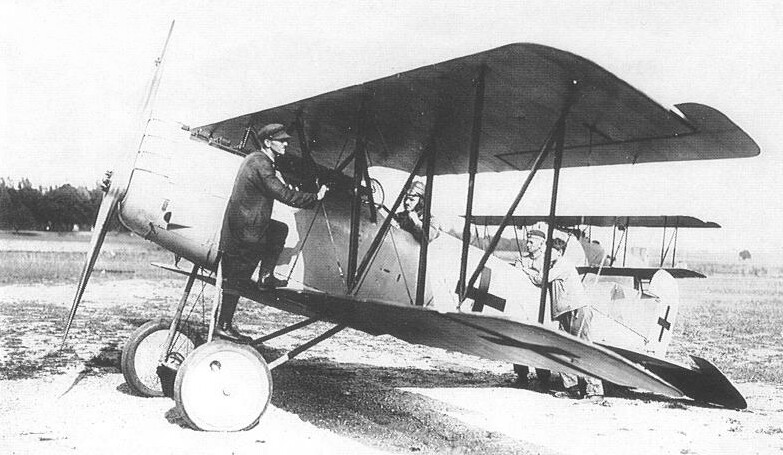
Piloto de teste Otto Augst em seu Pfalz D.XII
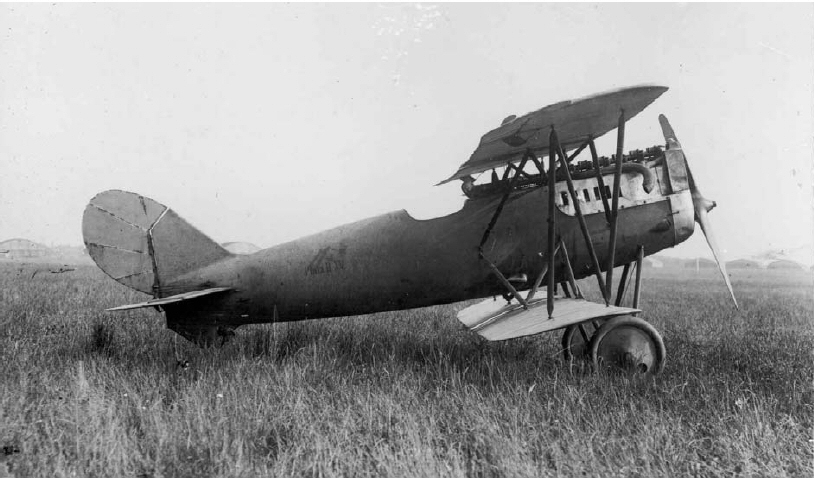
Pfalz D.XV

## Produtos
- A.I – Aufklärer
- A.II – Aufklärer
- E.I – Jagdeinsitzer, Eindecker
- E.II – Jagdeinsitzer, Eindecker
- E.III – Jagdeinsitzer, Eindecker
- E.IV – Jagdeinsitzer, Eindecker
- E.V – Jagdeinsitzer, Eindecker
- E.VI – Jagdeinsitzer, Eindecker
- Dr.I – Jagdeinsitzer, Dreidecker
- Dr.II – Jagdeinsitzer, Dreidecker
- D.I – Jagdeinsitzer, Doppeldecker
- D.II – Jagdeinsitzer, Doppeldecker
- D.III – Jagdeinsitzer, Doppeldecker
- D.IV – Jagdeinsitzer, Doppeldecker
- D.VI – Jagdeinsitzer, Doppeldecker
- D.VII – Jagdeinsitzer, Doppeldecker
- D.VIII – Jagdeinsitzer, Doppeldecker
- D.XI – Jagdeinsitzer, Doppeldecker
- D.XII – Jagdeinsitzer, Doppeldecker
- D.XIII – Jagdeinsitzer, Doppeldecker
- D.XIV – Jagdeinsitzer, Doppeldecker
- D.XV – Jagdeinsitzer, Doppeldecker